# サーラ・ヘガジー
サーラ・ヘガジー (アラビア語: سارة حجازي; 1989年10月1日– 2020年6月13日)（またはヒガジーとも）はエジプト人社会主義者であり文筆家、そしてレズビアンの活動家 。マシュルーア・レイラの2017年カイロコンサートで レインボーフラッグ (LGBT)を振ったあと彼女は逮捕され、3ヶ月に渡りエジプトの牢獄で拷問された。ヘガジーはエジプトで経験した拷問の結果PTSD を抱えて暮らすこととなった。彼女はカナダから難民資格を与えられ、死までそこで暮らした。

## 生い立ち
ヘガジーは1989年にエジプトの保守的な中流家庭に産まれ、4兄弟の最年長者であった。高校の科学教師だった父の死亡後、彼女は母を助け他の兄弟の面倒を見た。彼女の死去後、ヒジャーブを含む保守的なイスラム風の装いをした若いヘガジーの写真が出てきた。ヘガジーは2016年にレズビアンとしてカムアウトするまでヒジャーブをつけていた。

## 教育
2010年に、テバス専門学校を情報システム士の学位を取ってヘガジーは卒業した。2016年にはカイロアメリカン大学の継続教育センターを卒業した。また遠隔教育によりコロンビア大学、カリフォルニア州立大学サンタクルーズ校、ロンドン大学東洋アフリカ研究学院、ピッツバーグ大学そしてエモリー大学から「平等のための闘い：1950-2018」「フェミニズムと社会正義」「調査方法論」「職場での多様性と包摂」「暴力を理解する」の各講義の単位を取った。

## 政治的見解
ヘガジーは共産主義者としてエジプトに暮らしていたころは「パンと自由党」を支持していた。またカナダではスプリング・ソーシャリスト・ネットワークに関わっていた時期がある。ヘガジーはエジプトのシーシー政権に反対して解雇されたといわれている。エジプト革命 (2011年)の9年後、アブドルファッターフ・アッ＝シーシー大統領のことを「私たちの現代史の中で最も抑圧的で暴力的な独裁者」と表現し、「革命家たちはこの闘いは最大のもののひとつだと信ずる」と書き、「旧体制は何でもする、政権の象徴でさえ犠牲にする、権力に留まるか再獲得するためには」と彼女は記した。ヘガジーは、革命が不完全に終わった結果、「私たちのほとんどは今や墓か、牢屋か、亡命地にいる」と書いた"。

## 迫害

### 逮捕
2017年9月22日、バンドのボーカルがカムアウトしているゲイであるハーメド・シンノであるレバノンのマシュルーア・レイラのコンサートにヘガジーは行った。ヘガジーは、LGBTの権利を訴えてレインボーフラッグを振って逮捕された一群の人びとのひとりとなった。不道徳と放蕩を引き起こす行為を目的として、法に触れる組織に加入したとして起訴された 。彼女の逮捕は、エジプトにおけるLGBTの権利への公衆の支持を断ち切るためのエジプトのゼロ寛容対策と同時だった。彼女はサイーダ・ゼイナブ警察署に3ヶ月留置され、そこでは男性職員が同房者に彼女を殴り、言葉でまた性的に彼女を攻撃するよう誘導した2018年9月24日に出されたマダー・マスル紙の記事で、彼女は逮捕のことを思い出している。彼女は家族の前で逮捕され、その過程で警官は彼女に彼女の宗教は何かと質問し、なぜヒジャーブを取ったのかと聞き、処女かどうか尋ねたとヘガジーは同記事に書いている。彼女の説明によれば、警官は彼女を目隠しし、知らない場所まで車で連行した。彼女は手錠とさるぐつわをかけられてイスに座り、電気ショックを与えられ意識を失った。また誰かに告げたら彼女の母も危害を加えられると脅された。彼女は2018年1月2日に釈放され、千ポンド（56米ドル）の罰金を科された。釈放後、彼女は抑鬱、パニック、PTSDに苦しんだ。さらなる迫害を恐れ、ヘガジーはカナダに難民申請をした エジプトを発ってひと月後に、彼女は母をガンで失った
。

### 法的政治的な文脈
エジプトでは、同性愛はそれとして司法において違法化されていない。拘束と起訴は1961年「売春との戦い法」の放蕩とセックスワーク規制に基づいている。2017年10月、マシュルーア・レイラのカイロコンサートの余波の中、エジプト議会議員数名が同性愛を罰する法案を提出した。それは初犯で最大3年、再犯で最大5年の投獄を科される可能性があるものだった。改定された法は、同性愛に対する言及がないにも拘らず、エジプトのLGBT個人を弾圧するのに使われた。改定により、警察がチャットルームやデートアプリに侵入し、同性愛の男や女のふりをしてLGBTコミュニティのメンバーを捕えることが合法化された。
エジプト政府によれば、法は現代の変化に対応するために改定され、インターネットとSNSユーザーが悪徳と売春行為に遭遇することを阻止するためである。LGBTQ＋コミュニティは、エジプト政府、宗教権威、政党により国家の安全への脅威と断定され、この見解は国が支配するメディアの報道により広められている。

## 死と残したもの
ヘガジーは2020年6月13日にトロントで死去した。6月15日に彼女の弁護士ハーレド・アルマスリーは、彼女の死は自殺だったと言明した。ヘガジーによりアラビア語で書かれた短い手紙は、彼女の死後SNS上に流通した。その手紙は「私の兄弟姉妹たちへ　私は生きようとして失敗した、私を許してほしい。私の友人たちへ　経験は過酷だった私はそれに抵抗するにはあまりにも弱い、許してください。世界へ　あなたはものすごく残酷、でも私は許します」とあった。彼女の死は、彼女の活動への敬意とテーマの繰り返しとともに、幅広い国際報道メディアによって報じられた。レバノンのバンドマシュルーア・レイラの代表ハーメド・シンノは彼のFacebookページにて「"لروحك الحرية"あなたの魂の自由のために」と題された賛辞をシェアした。シンノはのちに、彼女の死の少し前にヘガジーが書いた言葉をもとに曲を作り演奏した。彼女の死去以来、彼女を顕彰するヴィジュアルアートも広く流通した。その他にヘガジーとLGBTコミュニティへの共鳴と連帯のメッセージを共有したアラブ人アーティストと著名人として、エジプト人俳優のアムル・ワーキド、レバノン人歌手で舞台俳優のキャロル・サマーハ、ヨルダン人弁護士でジャーナリストのオラー・アルファーレスがいる。
カナダの社会主義雑誌「スプリング」は、ヴァレリー・ラノンによる『私は彼女が「革命の時ほど生きていると感じたことはなかった」と言ったのを覚えている。彼女の栄誉のために、そして私たち自身の生を満たすために、ここで革命の闘いを継続することは私たちの義務だ、エジプトと世界中で。』という文を含む、ヘガジーの死去に関する記事を発行した。2020年のプライド月間において、アラブ人LGBTコミュニティは、アメリカ、カナダ、ロンドンとベイルートでヘガジーの同性愛嫌悪に対する闘いと人生を追悼対するために集会を行った。これらは世界中の追悼集会とイベントと同時に行われた。マルタでは、アライド・レインボー・コミュニティとグラフィティ・ムーブメントがヘガジーの死を追悼しエジプト大使館前でデモを行い、マルタ政府による、エジプトは難民が帰還しても安全な国であるという指定を批判した。著名なエジプト人LGBT活動家、シュルーク・エルアッタールはサーラの家族のLGBTコミュニティのために資金集めを始めた。
ヘガジーは、2020年6月20日セントジョンディキシーミシサガ公共墓地に、レインボーカラーの棺に納められ眠りについた。
葬儀の後も、ヘガジー追悼イベントは続いた。6月27日にオンラインLGBTパレードが予定されていた「グローバルプライド」の組織者は、同じエジプト人の戦闘的活動家アフメド・アラアが弔意を告げるとアナウンスした。ヘガジー同様、アラアも2017年のマシュルーア・レイラのコンサートでゲイプライドフラッグを掲げたために投獄されていた。ナポリプライドの2020年は、サーラ・ヘガジーの記憶に捧げられた。運営は、これは強制、暴力、そして閉じた精神に対する警告を意図したと述べた。

### 反響

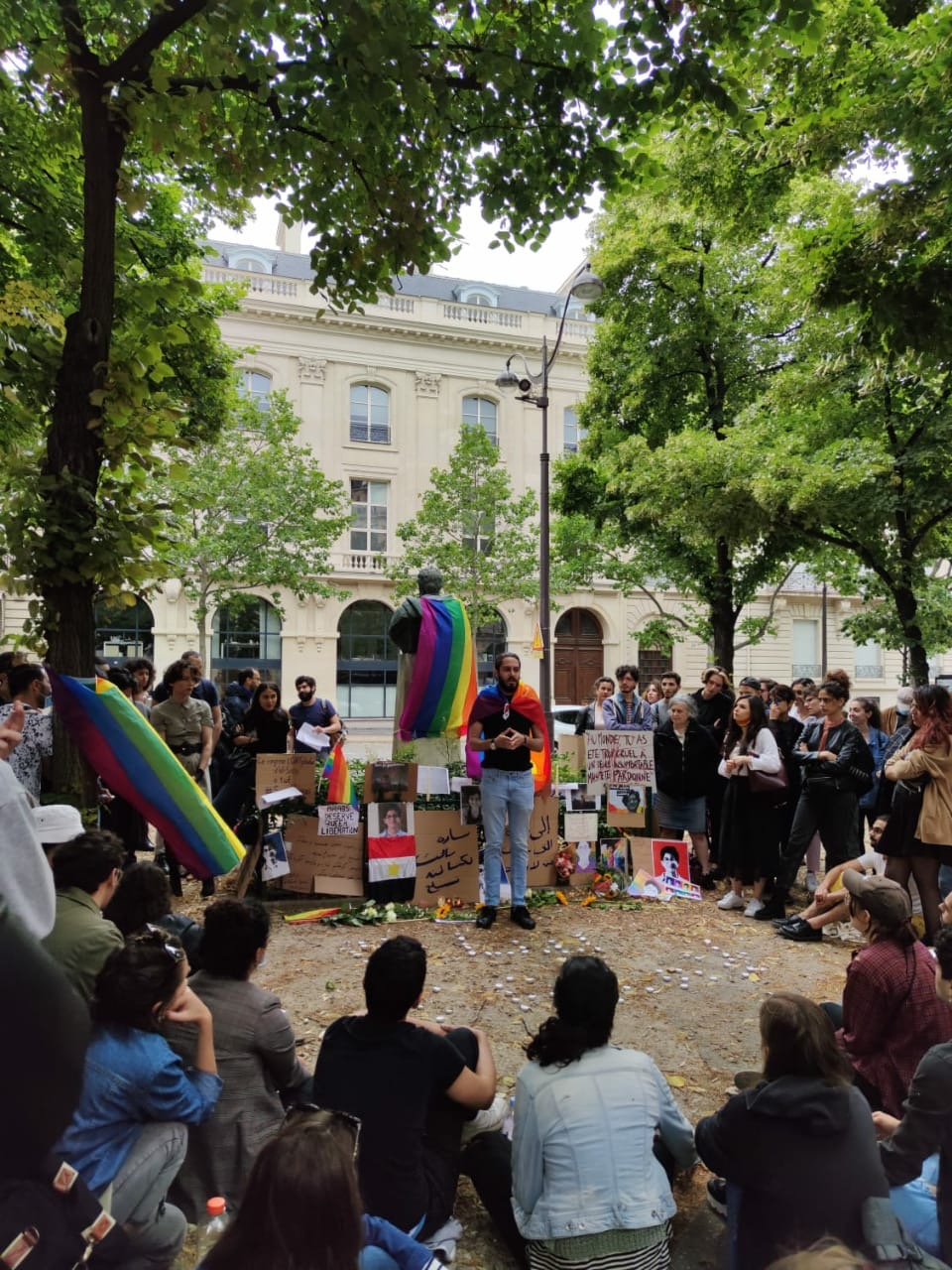
2020年6月20日のパリでのサーラ追悼集会

エジプトでは、そして広く中東北アフリカ地域では、LGBTの人間が見えなくされ抑圧されてきた長い歴史がある。サーラ・ヘガジーの死は、それが政府の行動であれ、メディアの報道であれ、公衆の言説であれ、中東北アフリカにおいて同性愛嫌悪的な反応を呼んだ 。ヨルダンのLGBTQ＋コミュニティとアンマンの彼女の壁画について論じたラシーフ22の記事は、執筆したヨルダン人ジャーナリストがネット上で山のように脅迫を受けたことから、すぐに消去された。

#### ヨルダン

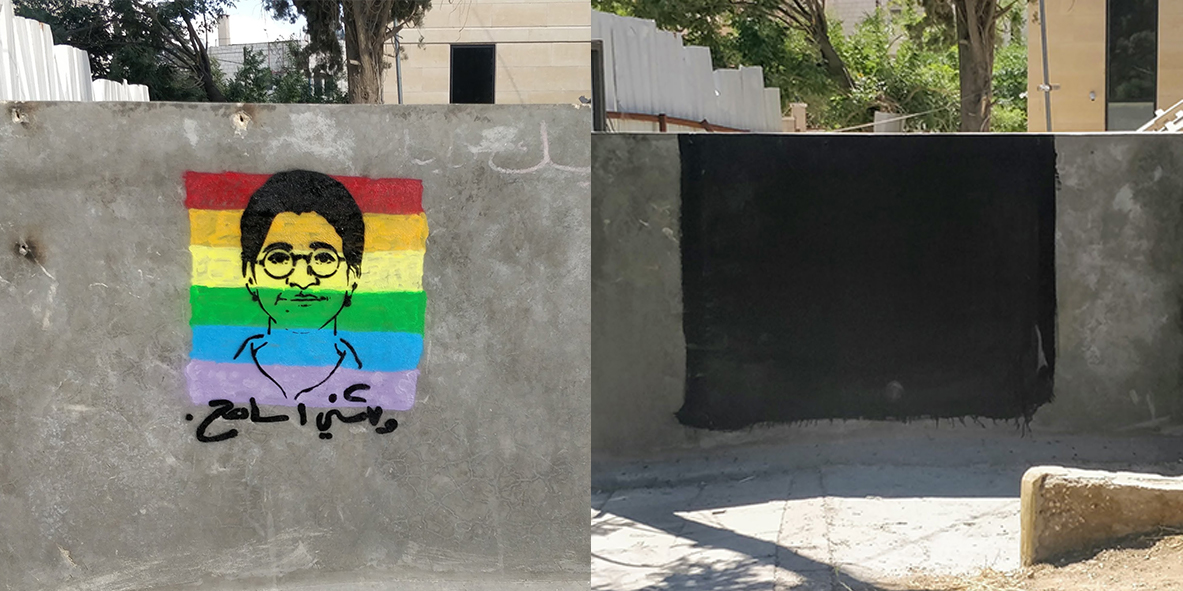
アンマンのサーラ・ヘガジーの壁画の黒塗り前後

SNSで大きな声が上がり、すぐにヨルダンの首都アンマン中で、路上にサーラを追悼する壁画とグラフィティが描かれた。
あるジャーナリストは、次のようにツイートで嘆いた「アンマン市は何名かの変態(شواذ アラビア語での同性愛者への侮蔑語)により市内のいくつかの地域に描かれた絵を消すために深夜まで働いた。このカテゴリー（同性愛）が、それが私たちの習慣と伝統にとっては外来のものであるのに、存在することに私は驚いている」。アンマン広域市広報官は「アンマン市長ユーセフ・アッシャワルベは全地区区長に壁画を取り除くよう指令を発した」と述べた。

#### エジプト
エジプトのLGBT組織ベダヤーは、ヘガジーの死と続くメディアの注目が、彼女と同性愛者コミュニティに対する同性愛嫌悪でトランス嫌悪なネット上の中傷攻撃を促進したと報告した。高名な俳優ヘシャーム・セリームの息子でありトランスジェンダーのヌール・セリームは、彼が社会の偽善と呼ぶものを強く批判し、ヘガジーを追悼した。
2020年6月23日、エジプト人弁護士2名が、ヘガジーを擁護したことと、エジプトに「同性愛を広めて」ようとしているとして、ヌールを告訴した。

#### モロッコ
モロッコのムスリムで宗教的職につくシェイフ・ラフィーキーは、ヘガジーを追悼した際、ネット上のイスラム国支援者から、殺害の脅迫を受けた。

#### アラビア語ウィキペディア
アラビア語ウィキペディアではヘガジーのページが消去された。8言語のウィキペディアでページが存在するにも拘らず、代わりに「同性愛」のページの一部に統合された。
アラビア語ウィキペディアの管理者は、この決定を、「ヘガジーは特筆性がない」と主張して説明した。
管理者たちの決定は活動家たちを怒らせ、活動家たちはアラビア語ウィキペディアは「偏向している」と糾弾した。またこれは、アラビア語ウィキペディアの編集方針と、「誰にでも開かれている」プラットフォームにおける表現の自由に関する論争の扉を開いた。